# Mizugumo Monmon
Mizugumo Monmon (水グモもんもん?, Mizugumo Monmon, lett. "Il ragno d'acqua Monmon") è un cortometraggio d'animazione giapponese del 2006; scritto, prodotto e diretto da Hayao Miyazaki.
Il cortometraggio è un'esclusiva del Museo Ghibli, dove viene proiettato giornalmente.